# Institut de recherche et d’histoire des textes
Das Institut de recherche et d’histoire des textes (kurz IRHT) ist eine französische Forschungseinrichtung, die vom CNRS getragen wird, mit dem Hauptsitz in Paris und einer Außenstelle in Orléans (seit 1977). Aufgaben sind die kodikologische Erforschung mittelalterlicher Handschriften und der Überlieferungsgeschichte von Texten, die im Mittelmeerraum entstanden sind. Der zeitliche Rahmen reicht von der Antike bis zur Verbreitung des Buchdrucks nach der Mitte des 15. Jahrhunderts.

## Geschichte
Seit der Gründung durch Félix Grat im Jahre 1937 sammelt das IRHT Mikrofilme von Handschriften und Diapositive von Einzelseiten und Details aus illuminierten Manuskripten. Seit 1948 veröffentlicht es die Ergebnisse seiner Forschungen in der Reihe Documents, études et répertoires (DER) und seit 1965 Quelleneditionen in der Reihe Sources d’histoire médiévale (SHM). Seit 1979 koordiniert das IRHT die systematische Verfilmung der Handschriftenbestände der öffentlichen Bibliotheken und der Universitätsbibliotheken des Landes mit Ausnahme der Bibliothèque nationale de France (BNF), die ihre Bestände im eigenen Haus erschließt. Zu den Projekten des IRHT gehört auch die Erschließung der Chartulare der geistlichen Herrschaften Frankreichs im Mittelalter.

## Sammlungen und Datenbanken
Die Sammlungen umfassen 55.000 Mikrofilme und 95.000 Dias. Sie dienen als Grundlage für 18 Datenbanken, die das Institut online zur Konsultation zur Verfügung stellt. Zu den von IRHT betreuten Angeboten gehören:
- Ædilis: publications en ligne de l’IRHT

koordiniert den Zugang zu den verschiedenen Webangeboten, die aber auch separat angesteuert werden können.
- INITIALE: Catalogue de manuscrits enluminés

Katalog von illuminierten Handschriften in französischen Bibliotheken außerhalb der BNF
- ENLUMINURES

vom IRHT redaktionell betreut, enthält Bilder aus über 5000 Handschriften in rund hundert Bibliothèques municipales
- Liber Floridus. Les manuscrits médiévaux enluminés des bibliothèques de l’enseignement supérieur

Bilderhandschriften der Bibliothèque Mazarine und der Bibliothèque Sainte-Geneviève in Paris
- Pinakes: Textes et manuscrits grecs

Verzeichnis griechischer Handschriften bis zum 16. Jahrhundert auf der Basis von Katalogen, weltweit,  seit 1971 vom Pontifical Institute of Mediaeval Studies in Toronto aufgebaut. 1993 übernahm die Section grecque des IRHT die redaktionelle Betreuung und den weiteren Ausbau.
- Base BUDÉ: Base Unique de Documentation Encyclopédique

Humanismus und dessen Textüberlieferung. Kostenlose Anmeldung erforderlich
- Répertoire des cartulaires médiévaux et modernes

Die noch im Aufbaustadium befindliche Datenbank verzeichnet Chartulare, vorwiegend aus Frankreich und Belgien, vom 9. bis zum 18. Jahrhundert. Sie beruht auf Henri Stein: Bibliographie générale des cartulaires français  und bietet auch ein Glossar der Chartulartypen und der sonstigen Terminologie der Datenbank (in französischer Sprache) sowie der Siglen der Bearbeiter.
- JONAS: Répertoire des textes et des manuscrits médiévaux d’oc et d’oïl

2002 von der Section Romane des IRHT begonnen, um  Texte und Handschriften, kodikologische Notizen und bibliographische Informationen in den Langues d’oc und Langues d’oïl zu verzeichnen. Seit 2009 bestehen Kooperationen mit Forschergruppen an den Universitäten Chieti, Parma, La Sapienza in Rom und Stockholm, um epische, lyrische und didaktische Literatur sowie die Universalchronistik stärker mit einzubeziehen.
- Medium: gestion des reproductions de manuscrits

erschließt die Foto- und Mikrofilmsammlung des IRHT
- Portal Telma – traitement électronique des manuscrits et des archives

für verschiedene Formen der Onlinepublikation wie thematische Katalogen (etwa zu den liturgischen Handschriften)